# نارنجک ام‌کی ۲
نارنجک ام‌کی ۲ (در ابتدا با عنوان Mk II شناخته می‌شود) که به خاطر ظاهرش به «نارنجک آناناس» نیز معروف است، نوعی نارنجک دستی ضد نفر است که توسط نیروهای مسلح ایالات متحده در سال ۱۹۱۸ معرفی شده‌است. این نارنجک سلاح استاندارد ضد نفری بود که در جنگ جهانی دوم مورد استفاده قرار گرفت و درگیری‌های بعدی از جمله جنگ ویتنام نیز از آن بهره گرفته شد. با جایگزین شدن به جای نارنجک شکست خورده‌ام کی ۱ در سال ۱۹۱۷، در سال ۱۹۲۰ به عنوان سلاح استاندارد ضد نفر معرفی شد و در ۲ آوریل ۱۹۴۵ یک باز طراحی مجدد بر روی آن انجام گرفت.
ام کی۲ با سری M26 (M26 / M61 / M57) و بعداً با سری M33 (M33 / M67) جایگزین شد. این فرایند جایگزینی به تدریج با آغاز جنگ کره کلید خورد. با توجه به تعداد فوق‌العاده زیاد از این نارنجک که در طول جنگ جهانی دوم تولید شد بود، در طول دهه ۱۹۵۰ و ۱۹۶۰ همچنان توسط ارتش و نیروهای دریایی ایالات متحده مورد استفاده قرار می‌گرفت. نیروی دریایی ایالات متحده یکی از آخرین کاربران این سلاح انفرادی بود که در سال ۱۹۶۹ استفاده از آن را به‌طور کامل قطع نمود.